# Elisabethbrücke (Komárom)

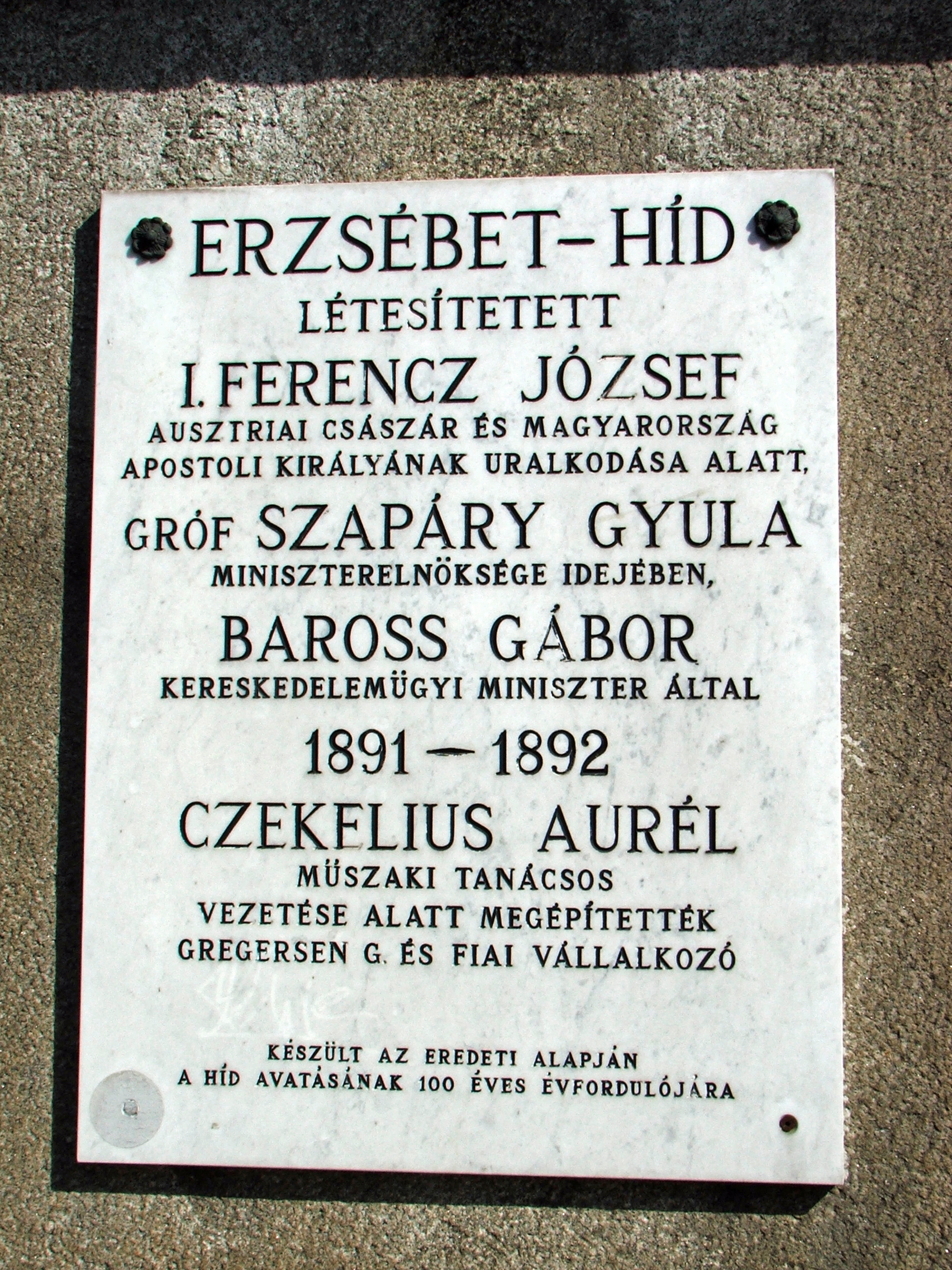
Gedenktafel

Die Elisabethbrücke (ungarisch Erzsébet-híd, slowakisch Alžbetín most) ist eine Straßenbrücke über die Donau, die die beiden Städte Komárom in Ungarn und Komárno in der Slowakei verbindet.

## Lage
Die Elisabethbrücke befindet sich beim Stromkilometer 1767,8. Stromaufwärts befindet sich die nächste Straßenbrücke in Medveďov bei Kilometer 1806,35 und stromabwärts in Esztergom die Maria-Valeria-Brücke bei Kilometer 1718,80. Flussaufwärts befindet sich bei Kilometer 1770,40 noch eine Eisenbahnbrücke, die Komárom Barátság híd. Wenige Meter flussaufwärts von der Eisenbahnbrücke wird eine neue Straßenbrücke gebaut, so dass der Schwerlastverkehr keine großen Umwege mehr fahren muss.
In Ungarn führt die Hauptstraße 13 von Kisbér bis zur Brücke, in der Slowakei die Straße 64 von Nitra.
Die Brücke reicht nicht bis zum linken Ufer, sondern beginnt auf der Elisabethinsel.

## Beschreibung
Die Donau bei Komárom war schon zu Römerzeiten eine wichtige Fährstelle. Später gab es auch Schiffbrücken, die aber bei Hochwasser und Eisgang abgebaut werden mussten.
Die Elisabethbrücke war die erste feste Donaubrücke in Ungarn außerhalb von Budapest. Ihr Entwurf stammt von dem ungarischen Bauingenieur János Feketeházy. Sie wurde in den Jahren 1891 und 1892 erbaut und am 1. September 1892 unter König Franz Joseph und dem Ministerpräsidenten Gyula Szapáry eröffnet.
Die Brücke ist insgesamt 415 m lang. Sie hat vier Öffnungen mit einem Pfeilerachsabstand von 104 m, die von sichelförmigen Fachwerkträgern mit Stützweiten von 102 m überspannt werden. Sie ist insgesamt 10,8 m breit, unterteilt in eine 5,8 m breite Fahrbahn und 2,5 m breite Gehwege.
1914 wurde die hölzerne Fahrbahn gegen vorgefertigte Stahlbetonplatten ausgetauscht, die 1927 durch eine monolithische Stahlbetonplatte ersetzt wurden.
Im Zweiten Weltkrieg wurde sie gesprengt, aber unmittelbar nach dem Krieg im Jahr 1946 wieder aufgebaut. Sanierungen erfolgten in den Jahren 1962 und 1980. Umfangreiche Renovierungen wurden in den Jahren 2004 bis 2006 vorgenommen.

## Bedeutung
Die Brücke hat neben der verkehrstechnischen Verbindung der beiden Staaten Ungarn und Slowakei auch eine symbolische Bedeutung, da die Stadt Komárno ein Zentrum der ungarischen Minderheit in der Südslowakei darstellt und die Brücke damit die Verbindung mit dem Mutterland symbolisiert.

## Interessantes
- Die Brücke ist gemeinsames Eigentum der beiden Länder Slowakei und Ungarn.
- Alle zehn Jahre wird von den beiden Ländern abwechselnd die Brücke neu gestrichen.
- Am 21. August 2009 ist dem damals amtierenden ungarischen Präsidenten László Sólyom hier die Einreise von der slowakischen Seite verweigert worden, was zu der Verschlechterung der slowakisch-ungarischen Beziehungen geführt hat.